# Das Kriminalmuseum
Das Kriminalmuseum ist der Titel einer deutschen Fernseh-Krimireihe, deren insgesamt 41 Folgen zwischen 1963 und 1970 produziert und erstmals ausgestrahlt wurden. Die Reihe gilt als erste Krimiserie im Abendprogramm des ZDF, das bei der Ausstrahlung der ersten Folge erst vier Tage auf Sendung war. Produziert wurden die Filme von der Intertel Television GmbH, deren Geschäftsführer bis 1968 Helmut Ringelmann war. Die ca. 60 bis 75 Minuten langen Episoden mit wechselnden Darstellern basieren laut Abspann auf realen Begebenheiten. Die bis zuletzt erfolgreiche Sendereihe, deren Folgen Einschaltquoten zwischen 45 und 60 Prozent erzielten, wurde 1968 eingestellt und von Der Kommissar abgelöst. 1969 und 1970 wurden noch zwei Episoden außerhalb der eigentlichen Reihe gesendet.

## Hintergrund
Die Reihe Das Kriminalmuseum besteht aus in sich geschlossenen, selbstständigen Filmen mit Lösung des Falles in der jeweiligen Folge. Laut Credits handelt es sich um authentische Fälle mit veränderten Personen- und Ortsnamen, womit man sich deutlich an der seit 1958 vom NDR produzierten Sendereihe Stahlnetz orientierte.
Der Vorspann der Einzelfolgen beginnt mit einer Kamerafahrt durch ein Kriminalmuseum, die bei einem der Exponate endet, dessen Geschichte dann erzählt wird. Dazu erklärt eine Stimme aus dem Off unter anderem, dass es sich um eines jener Kriminalmuseen handle, das jungen Justiz- und Polizeibeamten zeigen soll, wie die moderne Kriminalistik stumme Zeugen zum Reden bringt. Der Einleitungstext wurde von Reinhard Glemnitz gesprochen und im Laufe der Zeit mehrmals leicht verändert. Anders als bei Stahlnetz beschränkt sich der Off-Kommentar auf den Vorspann. Ab der dritten Folge befindet sich im Abspann der Hinweis „nach einem Fall aus der Kriminalgeschichte“, welcher später in „nach Unterlagen der Kriminalpolizei frei gestaltet“ geändert wurde.
Obwohl die Fernsehreihe bis zuletzt äußerst beliebt war und hohe Einschaltquoten erreichte, wurde sie Ende 1968 eingestellt. Dem damaligen ZDF-Programmchef Joseph Viehöver wurde später vorgeworfen, erfolgreiche Intertel-Produktionen wie Das Kriminalmuseum oder Die fünfte Kolonne aus dem Programm genommen zu haben, um dem mit ihm befreundeten Helmut Ringelmann behilflich zu sein. Dieser hatte 1968 die Intertel verlassen und die Neue Münchner Fernsehproduktion gegründet, welche anschließend mit der Herstellung der Nachfolgeserie Der Kommissar beauftragt wurde.

## Darsteller
In jeder Episode sind andere Ermittler zu sehen, deren Arbeit den Mittelpunkt der Handlung bildet. Entsprechend wurden diese mit namhaften Schauspielern besetzt, darunter Paul Dahlke, René Deltgen, Heinz Engelmann, Alexander Kerst, Kurt Meisel, Günther Neutze, Werner Peters, Günter Pfitzmann, Alfred Schieske, Günther Ungeheuer, Wolfgang Völz oder Heinz Weiss und Erik Ode.
Für die Darstellung weiterer Rollen wurden ebenfalls bekannte Schauspieler verpflichtet, so zum Beispiel Ivan Desny, Hannelore Elsner, Gustav Fröhlich, Jan Hendriks, Siegfried Rauch, Gustl Weishappel, Wolfgang Kieling, Paul Klinger, Ruth Maria Kubitschek, Helmuth Lohner, Hubert von Meyerinck, Günther Neutze, Eva Pflug, Wolfgang Preiss, Dunja Rajter, Alexander Kerst, Rolf Castell, Franz Schafheitlin, Hannelore Schroth, Erik Schumann, Rudolf Schündler, Karel Štěpánek, Horst Tappert, Gisela Uhlen, Elisabeth Volkmann, Christian Wolff, Hans Zesch-Ballot oder Jean-Pierre Zola. Die prominent besetzten Gastrollen trugen wesentlich zum Erfolg der Serie bei und gehörten später ebenso bei Der Kommissar, Derrick und Der Alte zum Markenzeichen der Produktionen von Helmut Ringelmann.
Einige Darsteller wirkten in mehreren Folgen mit, wobei manche sowohl Ermittler als auch andere Rollen spielten. Erik Ode, der in drei Episoden den Ermittler verkörperte, überzeugte laut Regisseur Erich Neureuther so gut, dass man ihm deshalb die Rolle des Kommissars Keller in der Nachfolgeserie Der Kommissar anbot. Auch die später im Kommissar-Team mitwirkenden Darsteller Reinhard Glemnitz, Günther Schramm, Emely Reuer und Rosemarie Fendel waren bereits in Folgen von Das Kriminalmuseum zu sehen.
In der Reihe kamen auch Nachwuchsschauspieler wie Jürgen Draeger, Horst Janson, Monika Peitsch oder Werner Pochath zum Einsatz, für die Das Kriminalmuseum einen wichtigen Karriereschritt bedeutete. Daneben wirkten immer wieder Darsteller aus dem komischen Rollenfach mit, darunter Klaus Dahlen, Franz Muxeneder, Kurt Schmidtchen, Walter Sedlmayr und Ralf Wolter. Bayerische Volksschauspieler wie Ludwig Schmid-Wildy oder Karl Obermayr sorgten in kleinen Nebenrollen für Lokalkolorit in den zahlreichen Folgen, die in München spielen.

## Produktionsstab
Im Gegensatz zum Vorbild Stahlnetz und zur Nachfolgeserie Der Kommissar engagierte man für Das Kriminalmuseum mehrere Autoren, die neben den wechselnden Darstellern zur Abwechslung innerhalb der Reihe beitrugen. Insgesamt neun und damit am meisten Drehbücher stammen von Bruno Hampel. Die am häufigsten eingesetzten Regisseure waren Helmuth Ashley (13 Folgen), Wolfgang Becker (7 Folgen) und Theodor Grädler (4 Folgen). Bei jeweils acht Episoden fungierten Franz Xaver Lederle und Manfred Ensinger als Kameramänner. Verantwortliche Szenenbildner waren zumeist Wolf Englert (15 Folgen) und Max Mellin (12 Folgen).

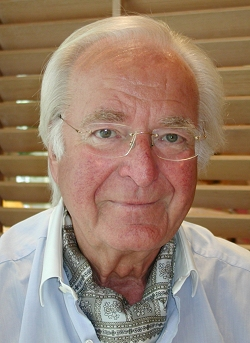
Martin Böttcher, 2002, Komponist der Titelmelodie

## Musik
Die Titelmelodie schrieb der Komponist Martin Böttcher. Zu fünf Einzelfolgen komponierte er die komplette Musik. Für die Episode Der Scheck wurde die Musik – im Gegensatz zu den anderen vier Episoden – in Stereo aufgenommen; das Hauptthema daraus wurde in der Krimiserie Pfarrer Braun wiederverwendet, zu der ebenfalls Böttcher die Musik beisteuerte. Die Illustrations- und Abspannmusik zu den übrigen Folgen von Das Kriminalmuseum stammten aus der Feder weiterer, zum Teil namhafter Filmkomponisten: Horst Dempwolff, Erich Ferstl, Erwin Halletz, Hans Hammerschmid, Herbert Jarczyk, Roland Kovac, Hans-Martin Majewski, Hermann Thieme und Eugen Thomass.

## Folgen
Die Reihe Das Kriminalmuseum umfasst insgesamt 41 Episoden, die zwischen 1963 und 1970 produziert wurden. Der reguläre Sendeplatz war bis 1964 donnerstags um 21.00 Uhr, ab 1965 dienstags und ab 1966 freitags um 20.00 Uhr. Damit begann das ZDF erstmals, den Freitagabend als Termin für Fernsehkrimis zu etablieren. Im August 1968 wurde die letzte Folge unter dem Serientitel Das Kriminalmuseum ausgestrahlt. Die Erstsendung der bereits 1967 fertiggestellten Episode Die Spur führt nach Amsterdam erfolgte 1969 unter dem Titel Komplizen, allerdings mit neuem Vorspann und ohne Hinweis auf Das Kriminalmuseum. Die Verschiebung erfolgte, da der reale Fall um die sogenannte Dominas-Bande 1967 noch nicht abgeschlossen war.
Als 41. und damit letzte Episode gilt schließlich der Fernsehfilm Wer klingelt schon zur Fernsehzeit aus dem Jahr 1970. Dieser wurde unter dem Arbeitstitel Die Wäscheleine für Das Kriminalmuseum produziert. Die Erstsendung erfolgte dann jedoch ebenfalls ohne Hinweis auf die Fernsehreihe.
Es kursierten lange Zeit Gerüchte, dass es sich bei dem erstmals 1969 gezeigten Fernsehfilm Die Tauben von Gerd Oelschlegel ebenfalls um eine Folge der Reihe handelt. Dies konnte inzwischen widerlegt werden, zumal es sich dabei um eine Produktion der Bavaria Atelier GmbH handelt. Der Film befindet sich im Bonusmaterial zur 2010 erschienenen DVD-Veröffentlichung, die alle 41 Folgen von Das Kriminalmuseum enthält.

## Medien

### DVDs
- Straßenfeger 21: Das Kriminalmuseum (Folgen 1 bis 16). Studio Hamburg Distribution & Marketing GmbH. 2010.
- Straßenfeger 22: Das Kriminalmuseum (Folgen 17 bis 29). Studio Hamburg Distribution & Marketing GmbH. 2010.
- Straßenfeger 23: Das Kriminalmuseum (Folgen 30 bis 40, inkl. „Wer klingelt schon zur Fernsehzeit“, Bonusfilm: „Die Tauben“). Studio Hamburg Distribution & Marketing GmbH. 2010.

### Soundtrack
- soundtrackcollector.com: Tonträger mit der Filmmusik